# Iki (provincie)

Kaart met de voormalige Japanse provincies (1868) met Iki in het rood

Iki (Japans: 壱岐国, Iki no kuni) is een voormalige provincie van Japan, gelegen in de huidige prefectuur Nagasaki. Het besloeg het volledige eiland Iki. De provincie is ook bekend als Ishu (壱州).

## Geschiedenis
In de middeleeuwen was Iki ook bekend onder de namen Ichiki-no-kuni (一支国) en Itai-no-kuni (一大国). In de Kroniek van de Drie Rijken staat vermeld dat ongeveer drieduizend families het koninkrijk Itai stichtten op het eiland Iki.